# العلاقات الأنغولية الكاميرونية
العلاقات الأنغولية الكاميرونية هي العلاقات الثنائية التي تجمع بين أنغولا والكاميرون.

## مقارنة بين البلدين
هذه مقارنة عامة ومرجعية للدولتين:
| وجه المقارنة                                              | أنغولا           | الكاميرون                      |
| --------------------------------------------------------- | ---------------- | ------------------------------ |
| المساحة (كم2)                                             | 1.25 مليون       | 475.44 ألف                     |
| عدد السكان (نسمة)                                         | 29.78 مليون      | 24.05 مليون                    |
| الكثافة السكانية (ن./كم²)                                 | 23.82            | 50.58                          |
| العاصمة                                                   | لواندا           | ياوندي                         |
| اللغة الرسمية                                             | اللغة البرتغالية | لغة فرنسية، لغة إنجليزية       |
| العملة                                                    | كوانزا أنغولي    | فرنك وسط أفريقي                |
| الناتج المحلي الإجمالي (بليون دولار)                      | 124.21 مليار     | 34.80 مليار                    |
| الناتج المحلي الإجمالي (تعادل القوة الشرائية) بليون دولار | 184.83 مليار     | 72.72 مليار                    |
| الناتج المحلي الإجمالي الاسمي للفرد دولار أمريكي          | 4.10 ألف         | 1.22 ألف                       |
| الناتج المحلي الإجمالي للفرد دولار أمريكي                 |                  | 2.97 ألف                       |
| مؤشر التنمية البشرية                                      | 0.533            | 0.512                          |
| رمز المكالمات الدولي                                      | +244             | +237                           |
| رمز الإنترنت                                              | .ao              | .cm                            |
| المنطقة الزمنية                                           | ت ع م+01:00      | توقيت غرب أفريقيا، ت ع م+01:00 |

## منظمات دولية مشتركة
يشترك البلدان في عضوية مجموعة من المنظمات الدولية، منها:
| علم المنظمة | اسم المنظمة                                 | تاريخ انضمام أنغولا | تاريخ انضمام الكاميرون |
| ----------- | ------------------------------------------- | ------------------- | ---------------------- |
|             | البنك الإفريقي للتنمية                      | ?                   | ?                      |
|             | الاتحاد الأفريقي                            | 11 فبراير 1979      | ?                      |
|             | منظمة التجارة العالمية                      | ?                   | ?                      |
|             | منظمة الشرطة الجنائية الدولية               | ?                   | ?                      |
|             | منظمة حظر الأسلحة الكيميائية                | ?                   | ?                      |
|             | مؤسسة التمويل الدولية                       | 19 سبتمبر 1989      | 1 أكتوبر 1974          |
|             | يونسكو                                      | 11 مارس 1977        | 11 نوفمبر 1960         |
|             | البنك الدولي للإنشاء والتعمير               | 19 سبتمبر 1989      | 10 يوليو 1963          |
|             | مجموعة دول أفريقيا والكاريبي والمحيط الهادئ | ?                   | ?                      |
|             | الأمم المتحدة                               | 1 ديسمبر 1976       | 20 سبتمبر 1960         |
|             | مؤسسة التنمية الدولية                       | 19 سبتمبر 1989      | 10 أبريل 1964          |
|             | وكالة ضمان الاستثمار متعدد الأطراف          | 19 سبتمبر 1989      | 7 أكتوبر 1988          |
|             | Gulf of Guinea Commission ‏                  | ?                   | ?                      |
|             | الاتحاد الدولي للاتصالات                    | 13 أكتوبر 1976      | 22 ديسمبر 1960         |
|             | الاتحاد البريدي العالمي                     | ?                   | ?                      |

## وصلات خارجية
- موقع وزارة الخارجية الأنغولية
- موقع وزارة الخارجية الكاميرونية